# Alvin Ailey
Alvin Ailey Jr. va ser un ballarí, director artístic, coreògraf i activista estatunidenc que va fundar l'Alvin Ailey American Dance Theatre (AAADT) i la seva Ailey School afiliada com a refugis per fomentar artistes negres i expressar la universalitat de l'experiència afroamericana a través de la dansa. El seu treball va fusionar el teatre, la dansa moderna, el ballet i el jazz vernacla negra, creant una coreografia alimentada per l'esperança que continua estenent la consciència global de la vida negra a Amèrica. L'obra mestra coreogràfica d'Ailey Revelations és reconeguda com un dels ballets més populars i interpretats del món. En el seu treball va barrejar elements primitius, moderns i de jazz de la dansa amb una preocupació per l'Amèrica rural negra. El 15 de juliol de 2008, el Congrés dels Estats Units va aprovar una resolució que designava l'AAADT com a ambaixador cultural estatunidenc vital al món. Alvin Ailey Day a la ciutat de Nova York mentre que llavors el governador David Paterson va honrar l'organització en nom de l'estat de Nova York.

## Biografia
Ailey era fill d'Alvin Ailey i Lula Elizabeth Cliff i va néixer a Rogers, Texas, a la casa del seu avi matern en el moment àlgid de la Gran Depressió. Quan era nen al sud violentament racista i segregat, durant la seva joventut a Ailey se li va prohibir interactuar amb la societat dominant. Quan tenia cinc anys, la mare d'Ailey va ser violada per quatre homes blancs (entre ells, probablement un empresari), i Ailey va recordar haver vist membres del Ku Klux Klan quan era nen.
L'ancià Alvin Ailey va abandonar els joves Alvin i Lula poc després de néixer Alvin, deixant a Lula per treballar als camps de cotó i com a domèstica a cases blanques, l'única feina disponible per a ella. Quan Ailey tenia cinc anys, va anar amb la seva mare recollint cotó. Després que un home blanc violés Lula el 1936, Ailey va començar a témer els homes blancs. Com a escapada, Ailey va trobar refugi a l'església, sortint furtivament a la nit per veure ballar els adults i escrivint un diari, una pràctica que va mantenir tota la vida. Fins i tot això no el va poder protegir d'una infància que va passar mudant-se d'un poble a un altre mentre la seva mare buscava feina, sent abandonada amb els seus familiars sempre que s'enlairava sola.
Buscant més perspectives laborals, la mare d'Ailey va marxar a Los Angeles el 1941. Va arribar un any més tard, es va matricular a la George Washington Carver Junior High School i després es va graduar a la Thomas Jefferson High School. Va poder explorar les arts a l'escola secundària, cantant al Glee Club i escrivint poesia. També va fer gimnàstica. Va anar amb freqüència al Lincoln Theatre i al Orpheum Theatre, on va poder veure una varietat d'intèrprets afroamericans, com Pearl Bailey, Fletcher Henderson, Billie Holiday, Lena Horne, Pigmeat Markham, Count Basie i Duke Ellington. L'any 1946 va tenir la seva primera experiència amb la dansa de concert, despertant una espurna d'alegria fins aleshores desconeguda dins seu, quan va veure el Ballet Russe de Montecarlo en un viatge escolar i "Tropical Review" de Katherine Dunham Dance Company en solitari a l'Auditori Filharmònic de Los Angeles.
També a l'escola secundària, Ailey va descobrir la seva homosexualitat, cosa que va afegir una altra capa de diferència i aïllament a la seva experiència ja segregada per raça. Així, «com molts homes gais joves amb ganes d'acorralar els impulsos sensuals del cos, es va dirigir a l'estudi de la dansa». Va estudiar breument el claqué, seguit d'explorar la dansa primitiva tal com va ensenyar la ballarina de Dunham Thelma Robinson. Cap d'aquests estils era adequat per a Ailey, possiblement a causa de la ubicació física i la sensibilitat antiga de les lliçons. Per tant, no es va fer seriosament amb la dansa fins al 1949 quan la seva companya de classe i amiga Carmen De Lavallade el va arrossegar a l'estudi de Melrose Avenue de Lester Horton i va començar a explorar la dansa moderna.
Ailey va estudiar un ampli ventall d'estils i tècniques de dansa, des del ballet fins als estudis de moviment inspirats nadius americans, a l'escola d'Horton, que va ser una de les primeres escoles de dansa integrades racialment als Estats Units. Tot i que Horton es va convertir en el seu mentor, Ailey no es va comprometre a ballar a temps complet, reconeixent la manca d'oportunitats per als ballarins negres. En canvi, va seguir cursos acadèmics, estudiant llengües romàniques i escriptura a UCLA (1949), Los Angeles City College (1950-1951) i l'estat de San Francisco (1952). Durant aquest temps, va tornar esporàdicament a Horton per treballar entre cursos. Vivint a San Francisco, va conèixer a Maya Angelou, aleshores coneguda com a Marguerite Johnson, amb qui va formar un club nocturn anomenat Al and Rita. Finalment, va tornar a estudiar dansa amb Horton a Los Angeles.

## Carrera

### Companyia de Dansa Horton
Ailey es va unir a la companyia de dansa d'Horton el 1953. Mentre allà, va fer classes diàries de tècnica, va estudiar art i música i va ensenyar classes infantils. El 1953, va debutar a la Revue Le Bal Caribe d'Horton. En un taller de l'estiu de 1953, Ailey va crear la seva primera composició de ball, Afternoon Blues. Aquesta obra era una adaptació de blues en solitari de tres minuts de L'Aprés Midi d'un Faune, que havia vist interpretada pel Ballet Russe de Montecarlo. En aquesta peça, Ailey va interpretar el Faun homònim a una selecció de On the Town (musical).
Horton va morir sobtadament el novembre de 1953 d'un atac de cor, deixant l'empresa sense lideratge. Per tal de completar els urgents compromisos professionals de l'organització, i perquè ningú més estava disposat a fer-ho, Ailey va assumir la direcció artística i coreògrafa. En particular, la companyia d'Horton es va comprometre a actuar a Jacob's Pillow l'estiu de 1954. Ailey va treballar en col·laboració amb els ballarins de la companyia Horton i va fer coreografia a partir d'ells, obtenint el suport dels ballarins de la companyia que tenien molta més experiència que Ailey. Aquestes obres incloïen Segons St. Francis (4 de juny de 1954), un homenatge a Horton com "una mena d'al·lusió a la vida de Lester" amb James Truitte. També va coreografiar i dirigir Morning Mourning (4 de juny de 1954) ', una peça basada en l'obra de Tennessee Williams amb de Lavallade i amb una partitura original de Gertrude Rivers Robinson. Tal com havia fet Horton, Ailey va dissenyar els decorats de Morning Mourning i va col·laborar en la il·luminació. Aquell estiu, Ailey també va fer la seva primera peça de gran grup, Creation of the World (13 de juliol de 1954), amb una partitura de Darius Milhaud. Amb Ailey, la companyia Horton va tenir compromisos comercials als programes de televisió Party at Ciro's, The Red Skelton Show i el programa de Jack Benny. Ailey i de Lavallade també van actuar en un segment de Carmen Jones (pel·lícula).

### Carrera inicial a Nova York

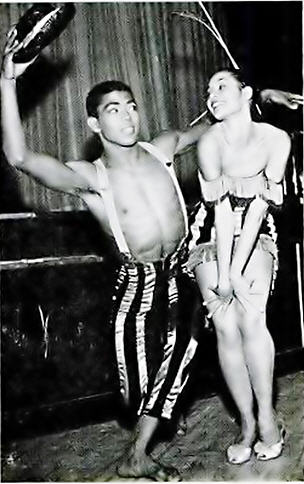
Alvin Ailey i Carmen de Lavallade (1954)

El desembre de 1954 De Lavallade i Ailey van ser reclutats per Herbert Ross (que havia coreografiat Carmen Jones) per unir-se a l'espectacle de Broadway, House of Flowers. Ross havia estat contractat per substituir George Balanchine com a coreògraf de l'espectacle i volia utilitzar la parella, que s'havia fet conegut com un famós equip de ball a Los Angeles, com a ballarins destacats. El llibre de l'espectacle va ser escrit i adaptat per Truman Capote d'una de les seves novel·les amb música d’Harold Arlen i protagonitzat per Pearl Bailey i Diahann Carroll.
Ailey i De Lavallade van conèixer Geoffrey Holder, que va actuar al seu costat al cor, durant la producció. Holder es va casar amb De Lavallade i es va convertir en un col·laborador artístic de tota la vida amb Ailey. Després del tancament de House of Flowers, Ailey va aparèixer a la revista de gira de Harry Belafonte Sing, Man, Sing amb Mary Hinkson com a companya de ball, i al musical de Broadway Jamaica de 1957, protagonitzat per Lena Horne i Ricardo Montalbán. Al llarg de finals de la dècada de 1950, Ailey va continuar estudiant tècnica de dansa esporàdicament, aprenent amb Hanya Holm, Anna Sokolow, Charles Weidman i Karel Shook del New Dance Group. Atret per la dansa, però incapaç de trobar un coreògraf la feina del qual el complís i amb ganes de continuar la feina que havia començat a l'escola Horton, Ailey va començar a reunir ballarins per interpretar la seva pròpia visió única de la dansa.

### Teatre de dansa americà Alvin Ailey
El 1958 Ailey va fundar l’Alvin Ailey American Dance Theatre per presentar la seva visió d'honorar la cultura negra a través de la dansa. La companyia va debutar al 92nd Street YM-YWHA el 30 de març de 1958 en un concert compartit amb el coreògraf Ernest Parham, amb l'artista convidat Talley Beatty. L'actuació va incloure la primera obra mestra d'Ailey, Blues Suite, que es va inspirar de la infància d'Ailey a Texas i House of Flowers, mentre la música blues sonava de fons fins que van començar a sonar les campanes de l'església. indicant un retorn a la vida mundana. Ailey va ballar en les altres dues estrenes d'aquesta actuació, Redonda i Ode and Homage. Redonda, que després va ser retitulada Cinco Latinos, va reunir cinc peces breus descrites com a "Tema llatí" en una obra semblant a la d'Horton. Ode and Homage, amb una partitura de Peggy Glanville-Hicks, va ser una dansa de fe, respectuosament dedicada a la memòria de Lester Horton.
Després de l'èxit del seu primer concert, Ailey va continuar fent coreografies per a una llista canviant de ballarins que estaven disponibles per ballar al 92nd Street YM-YWHA, treballant amb els dissenyadors Normand Maxon, Ves Harper i Nicola Cernovich. Aquestes obres incloïen l'integrada Ariette Oubliée (21 de desembre de 1958, una pantomima de fantasia coreogràfica ambientada en el cicle de cançons de Debussy amb el mateix nom i amb Don Price i de Lavallade). També va fer coreografies per a altres companyies en col·laboracions, com una versió de Miss Julie, Mistress and Manservant, amb una partitura de Ravel per a la Shirley Broughton Dance Company.

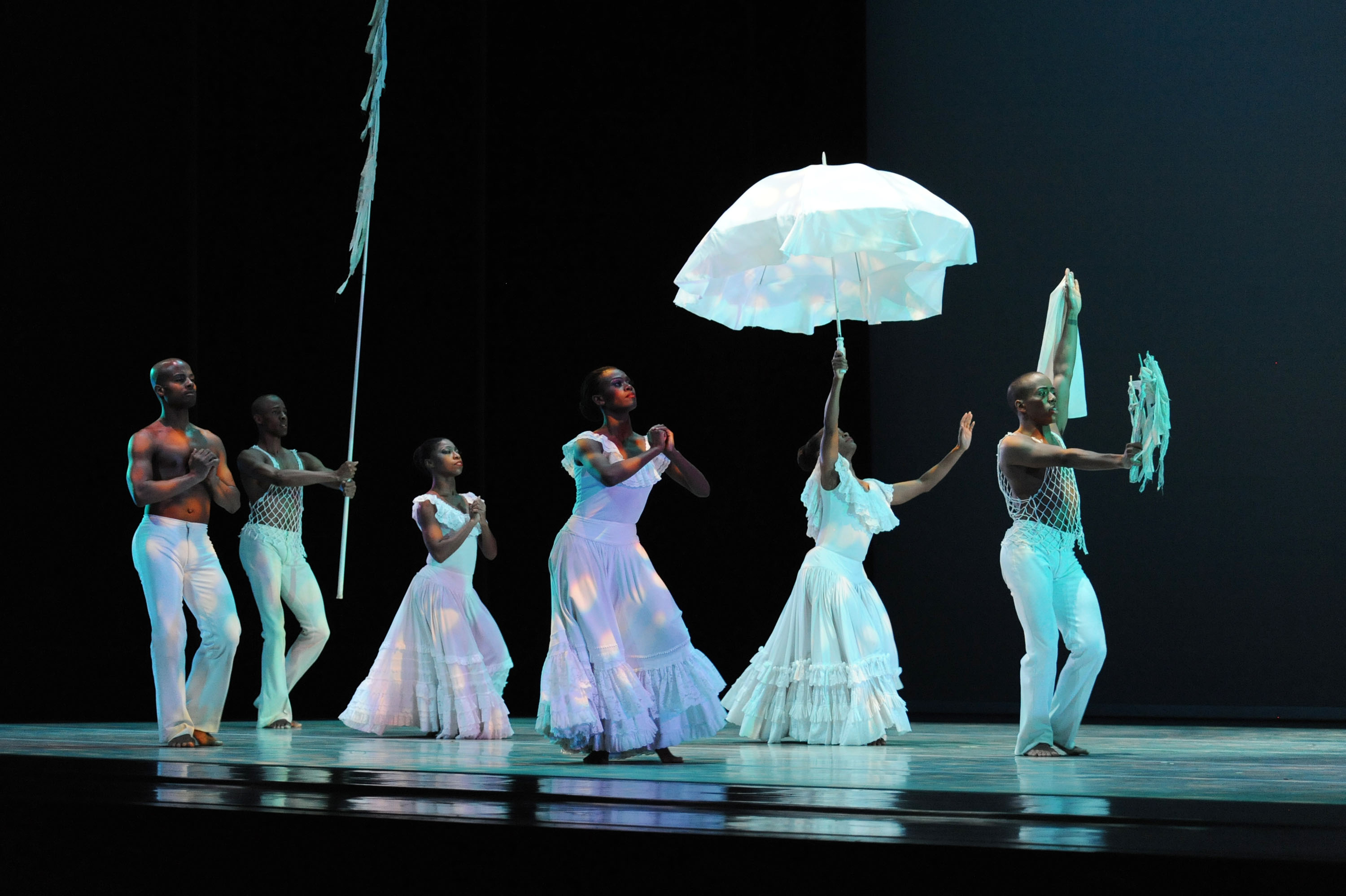
Revelations interpretades per Alvin Ailey American Dance Theatre el 2011

El 31 de gener de 1960, l'AADT va estrenar diverses obres noves al carrer 92 YM-YWHA. Aquests són Sonera, el primer intent d'Ailey de coreografiar al punt. Ailey també va reelaborar Creation of the World per a aquesta actuació com a duet per a ell i Matt Turney de la Martha Graham Dance Company, que va rebre un gran èxit. També va estrenar la seva obra més popular i aclamada per la crítica, Revelations. En crear Revelations, Ailey va aprofitar els seus memòries de sang de créixer a Texas envoltat de gent negra, l'església, els espirituals i el blues. El ballet mostra tot el ventall de sentiments, des del majestuós I Been 'Buked fins a l'exaltat Wade in the Water, que tanca amb l'electrificant final, Rock My Soul in the Bosom of Abraham.
El 1960, Edele Holz va oferir a Ailey un espai d'assaig al que seria el Clark Center for the Performing Arts. Poc després de l'obertura del centre l'octubre d'aquell any, AADT va fer el seu primer concert. Aquest concert va incloure un Knoxville: Summer of 1915 estrenat el 27 de novembre de 1960, musicat per Samuel Barber i basat en A Death in the Family i Three for Now, musicat per Jimmy Giuffre i John Lewis, així com L'estimat d'Horton i el retrat de Billie de John Butler. L'any següent, va estrenar Hermit Songs (10 de desembre de 1961). Originalment concebut com a treball en grup, es va estrenar com a solo per a Ailey interpretat a l'enregistrament de Leontyne Price de les Hermit Songs de Samuel Barber. Hermit Songs, que es basa en una narració fluixa del privilegi i la penitència d'un monjo, va romandre en el repertori de l'AADT fins al 1991.
El treball d'Ailey durant aquest temps era diferent de molts altres coreògrafs de dansa moderna de l'època. Mantenint el focus en la narrativa, va poder atreure un públic de fora de la ciutat de Nova York i de l'avantguarda.

### Treball amb el Departament d'Estat dels EUA i treball posterior
A la tardor de 1961, el Departament d'Estat dels EUA va convidar l'AADT (sota la bandera de la Lavallade-Ailey American Dance Company) a fer una gira al sud-est asiàtic i Austràlia com a part del Programa Internacional Especial per a Presentacions Culturals del president Kennedy. Això va portar a Ailey a muntar un repertori que el Departament d'Estat consideraria adequat, incloent un nou ball, Been Here and Gone, un conjunt de cançons populars i jocs infantils basats en els Jocs de Donald McKayle (que Ailey havia interpretat el 1956) i els seus propis records de créixer a Texas. També va reunir una companyia de deu ballarins i quatre músics que podien viatjar pel món. Aquesta gira va començar el 3 de febrer a Sydney, Austràlia, i va acabar el 12 de maig de 1962 a Seül, Corea del Sud, actuant seixanta vegades en tretze setmanes. Segons calia, Ailey va reelaborar el material per adaptar-se a la llista canviant de col·laboradors. Moltes de les obres, incloses Roots of the Blues i Revelations, van ser reelaborades específicament per incloure el cap de cartell de Lavallade. La gira va tenir seguiment al Festival Mundial d'Arts Negres de Dakar, Senegal el 1966, l'Àfrica Oriental i Occidental el 1967 i el Festival d'Edimburg el 1968. El biògraf Thomas DeFrantz assenyala com l'estatus de la companyia Ailey com "l'únic exponent d'un estàndard emergent de dansa de concert afroamericà" va permetre al govern dels Estats Units modelar de manera encoberta "l'estil característic de la dansa de concert afroamericana". També assenyala que la propaganda del Departament d'Estat va ajudar a promoure la celebritat internacional de l'AADT.
La relació amb el Departament d'Estat no va anar bé i va acabar al cap d'uns anys. Ailey va lluitar amb les gires del departament d'estat, que insistien a comercialitzar la companyia com una companyia "ètnica" en lloc d'una companyia de dansa moderna, i van ser supervisades de prop per l'FBI; aquest últim es va referir a l'homosexualitat d'Ailey com a "tendències lascives i criminals" i va amenaçar. la seva empresa amb fallida si mostrava algun signe de comportament efeminat o homosexual durant la gira.
Malgrat el seu treball amb el Departament d'Estat, la companyia només va poder reservar unes quantes actuacions per temporada a Amèrica. Per a un gran concert a l’Acadèmia de Música de Brooklyn el 28 d'abril de 1963, Ailey va reelaborar els moviments de Revelations en "Reflections in D", (musicat per Duke Ellington) que, combinat amb "Suspensions" i "Gillespiana", va fer l'últim versió de Three for Now. Ailey també va estrenar Laberint, explicant la història de Teseu i el Minotaure, que més tard va renéixer com Ariadna.
També el 1963, Ailey va començar la seva relació professional amb Duke Ellington. Ellington va convidar Ailey a actuar a My People (First Negro Centennial), un diari de viatge històric en observació del centenari de la Proclamació d'Emancipació. Per a l'actuació del 19 d'agost, Ailey va coreografiar tres peces, "The Blues Ain't", "Light" i "My Mother My Father". Mentre treballava amb Ellington, Ailey i la seva companyia van ser convidats al Festival Internacional de Música de Rio de Janeiro. Per a aquesta actuació, com que l'ocasió requeria un nou treball, Ailey va estrenar Rivers, Streams, and Doors.
L'agost de 1964, Ailey va coreografiar un ball, The Twelve Gates, en honor a l'aniversari d'or de Ruth St. Denis i Ted Shawn. Aquesta actuació, amb Truitte i de Lavallade, i amb vestuari de Holder, es va representar durant una setmana a Jacob's Pillow. A la tardor de 1964, Ailey va afegir "American" al nom de la seva companyia durant una gira europea de tres mesos. El 1965, després de tensions físiques i crítiques negatives al Festival Florentí, Ailey es va retirar de la seva carrera com a ballarí. Ailey va fer una pausa en la coreografia fins que va rebre un lucratiu encàrrec de la televisió sueca per a Riedaiglia, que va ser ballada amb una partitura per encàrrec de Georg Riedel i que va confiar molt en la direcció del director de televisió Lars Egler. Aquesta dansa va guanyar immediatament el premi de televisió del Gran Premi d'Itàlia, i més tard es va emetre als Estats Units a Ambassadors of Dance.
L'estiu de 1968, Ailey va rebre una beca Guggenheim. Amb aquests fons, va crear el seu primer treball ambientat en la música pop, coreografiant Quintet amb sis cançons d’Eli i la Tretzena Confessió. Aquesta obra va debutar al Festival d'Edimburg de 1968 i es va estrenar a Nova York al Billy Rose Theatre com a part de la primera temporada de Broadway de l'AADT. L'any següent, va crear Diversion No.1, incloent balls a Scarborough Fair i Oh Happy Day per a un programa compartit amb The 5th Dimension. Aquesta obra, creada per atraure el públic a la temporada UCLA de l'AADT, va ser una de les peces més comercials d'Ailey.
En una estada de dotze dies al Connecticut College el 1968, Ailey va crear Masekela Langage, una peça ambientada a Sud-àfrica. Aquesta obra aborda directament la política racial amb la intenció d'establir un paral·lelisme entre l'apartheid i la mort a tiros de Fred Hampton. Aquest politicisme era poc comú per a l'obra d'Ailey. La peça va rebre una aclamació immediata i és reviscada regularment per l'AADT.
Després d'un exitós compromís d'una setmana al Billy Rose Theatre, la companyia va ser convidada a fer-se la companyia resident a l'Acadèmia de Música de Brooklyn el 1969. Aquesta residència va incloure un renaixement de Revelacions. Mentre treballava amb BAM, va patrocinar classes gratuïtes per a nens i adults joves "orientades a canalitzar la formidable ràbia dels joves cap a l'art". Ailey estava insatisfet amb la residència a causa de l'estrenyit dels quarts i de les tàctiques empresarials racialitzades del director de BAM Harvey Lichtenstein.
El 1970, amb poques reserves al radar —i a la vigília d'una gira a Rússia com a part d'un acord d'intercanvi cultural—, Ailey va anunciar en una roda de premsa que tancava l'empresa. Com a resposta, el Departament d'Estat va patrocinar una gira d'Ailey pel nord d'Àfrica per aclarir les coses. Aquell agost, la companyia va fer una gira a Rússia, on va ser rebuda amb èxtasi. L'AADT es va convertir en la primera companyia estatunidenca de dansa moderna a actuar a la Unió Soviètica. Les seves actuacions es van emetre a la televisió de Moscou i van ser vistes per més de 22 milions d'espectadors. La nit de tancament, com que el públic rus no parava d'aplaudir, la companyia va fer més de 30 trucades de cortina. Tornant a casa amb la notícia d'aquest triomf, la companyia va fer un compromís de dues setmanes al Teatre ANTA. En aquesta actuació, va estrenar Flowers, amb música de Blind Faith, Pink Floyd i Janis Joplin amb Big Brother and the Holding Company. Flowers, que va comptar amb Lynn Seymour, va representar la mort d'una estrella de rock causada per l'addicció a les drogues, inspirada en la mort de Joplin el 3 d'octubre de 1970 i dedicada a "una gran quantitat de rockers fent música per a la joventut". A finals de l'actuació de gener de 1971, tota l'execució estava exhaurida. Després de 13 anys, Alvin Ailey American Dance Theatre va ser un èxit monumental.
L'agost de 1972, la companyia va passar a anomenar-se breument Alvin Ailey City Center Dance Theatre i es va convertir en una companyia resident al New York City Center. El setembre d'aquell any, Ailey va crear Shaken Angels, una altra peça basada en el rock. Aquesta peça, creada amb música gravada per Alice Cooper, Pink Floyd i Bill Withers, va comptar amb Dennis Wayne i Bonnie Mathis en la història d'una parella "acorralada en una relació de violència i necessitat, fumant marihuana i principalment heroïna". L'obra es va vessar al públic mentre Wayne perseguia Mathis pels passadissos, arrossegant-la a l'escenari i colpejant-la amb una agulla.
El 1973, l'AADT va encapçalar el Primer Congrés Nacional sobre Blacks in Dance, tot i que Ailey es va quedar fora de les converses sobre com avançar en la percepció pública i els perfils financers de les companyies de dansa negre.
El 1975, Ailey va tornar a muntar Revelations per a dinou ballarins per a una posada en escena al New York State Theatre del 12 al 24 d'agost.
Tot i que Ailey va coreografiar més de 100 ballets per als seus ballarins, va insistir que la companyia interpretés peces d'altres coreògrafs en lloc de ser un vehicle singular per a la seva veu.
Tot i que AAADT es va formar per celebrar la cultura afroamericana i oferir actuacions per als ballarins negres, als quals sovint se'ls va negar oportunitats a causa de les costums racistes de l'època, Ailey va emprar artistes amb orgull basats únicament en el talent artístic i la integritat, independentment del seu origen. A més del seu treball com a director artístic i coreògraf amb AADT, Ailey també va coreografiar ballets per a altres companyies, com ara American Ballet Theatre, Joffrey Ballet, Royal Danish Ballet i The Metropolitan Opera. Per a American Ballet Theatre, va crear The River (1970), una de les diverses coreografies que va establir amb la música de jazz de Duke Ellington.

### Treball Comercial
Al llarg de la seva carrera, Ailey va continuar treballant com a coreògraf de teatre comercial, tornant a posar en escena Carmen Jones (agost de 1959) i Jamaica (1960) per a Summer stock Theatre i posant en escena danses per a la revisió teatral African Holiday (1960) i Dark Side of the Lluna (maig de 1960). Aquests compromisos comercials van romandre segregats, amb repartiments afroamericans generalment contractats per entretenir el públic majoritàriament blanc. Ailey també va estudiar interpretació amb Stella Adler del 1960 al 1962, actuant en papers no ballants en obres dramàtiques com Call Me by My Rightful Name (gener de 1961) amb els coprotagonistes Robert Duvall i Joan Hackett, i Tiger Tiger Burning Bright, també començant Roscoe Lee. Browne, Al Freeman Jr., Claudia McNeil, Diana Sands i Cicely Tyson. Aquests juguen tota la raça construïda com a força social i "agent de divisió".
El 1964, a petició directa de Langston Hughes, Ailey va dirigir Jerico-Jim Crow amb William Hairston. El seu únic intent de coreografia a Broadway, La Strada (musical), va obrir i tancar en una actuació el 14 de desembre de 1969.

### L'escola Ailey
El 1969, Ailey va fundar l'Alvin Ailey American Dance Center amb la famosa directora i coreògrafa de la companyia de dansa Martha Graham, Pearl Lang, com a codirectora de l'escola. El seu objectiu era proporcionar accés a les arts i la dansa a comunitats amb pocs recursos. Van començar a Brooklyn amb 125 estudiants. Un any més tard, l'escola es va traslladar a Manhattan darrere del complex del Lincoln Center. El 1984, Denise Jefferson va assumir la direcció. Sota el seu lideratge, l'escola va desenvolupar un programa de llicenciatura en belles arts en col·laboració amb la Universitat de Fordham el 1998.
L'escola va passar a anomenar-se The Ailey School el 1999. Diversos anys més tard, l'escola es va traslladar a The Joan Weill Center for Dance. Després de la mort de Jefferson el 2010, Tracy Inman i Melanie Person van assumir la direcció de l'escola com a codirectores de l'escola. El 2012, després de liderar Ailey 2 durant 38 anys, Sylvia Waters es va retirar. Troy Powell, coreògrafa resident i directora associada de la segona companyia, va assumir el seu paper de directora artística. Amb la incorporació de l'Elaine Wynn i l'ala d'educació familiar, l'escola Ailey segueix creixent i ara és el lloc més gran de la ciutat de Nova York compromès amb la formació de ballarins.
Des de la seva incorporació el 1965, la ballarina Judith Jamison va ser la musa d'Ailey. El 1971 va estrenar Cry, que va dedicar a la seva mare i a les dones negres d'arreu. Va assumir la direcció artística després de la seva mort el 1989.
Altres figures importants de la companyia són Sylvia Waters, que l'any 1974, després d'actuar amb la companyia durant sis anys, Ailey li va demanar que dirigís The Alvin Ailey Repertory Ensemble, una companyia júnior, coneguda avui com Ailey 2, que prepara estudiants destacats per a carreres professionals de dansa - i Masazumi Chaya, que va ballar amb la companyia durant 15 anys després es va convertir en director d'assaig, i va ser nomenat director artístic associat el 1991.

## Vida personal
Ailey es va sentir incòmode amb el segell "Coreògraf negre" i va preferir ser coneguda simplement com a coreògrafa, alhora que va reconèixerl Chicago Tribune l'any 1987: "Per descomptat que hi ha alguna cosa negre en el meu treball: jo i els meus 56 anys". Se sabia que era privat sobre la seva vida personal.